# Circumscribere

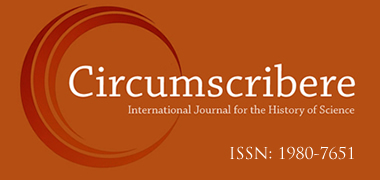
Circumscribere: International Journal for the History of Science

A Circumscribere: International Journal for the History of Science é um periódico acadêmico do Centro Simão Mathias de Estudos em História da Ciência. É publicado em acesso aberto, seguindo os padrões para Diamond Open Access. Possui formato multilingual, sendo publicada em português, espanhol, inglês e francês. O periódico, publicado desde 2006, possui publicação semestral cobrindo os campos da História da Ciência, História da Tecnologia e História da Medicina. Pertence ao Portal de Revistas Eletrônicas da PUC-SP.